# 柳貝希夫
柳貝希夫（羅馬化：Liubeshiv；或按俄语名译为柳别绍夫）是位於烏克蘭西部沃倫州卡明-卡希爾斯基區柳貝希夫市鎮的鎮。該鎮距離州府盧茨克137公里，始建於1484年，面積3.39平方公里，海拔高度151米，2022年人口5,702，人口密度每平方公里1,660人。

## 備註
1. ↑  俄语：，羅馬化：Lyubeshov